# Жабінек
Жабінек (пол. Żabinek, нім. Klein Sabin) — село в Польщі, у гміні Вешхово Дравського повіту Західнопоморського воєводства.
Населення — 365 осіб (2011).
У 1975-1998 роках село належало до Кошалінського воєводства.

## Демографія
Демографічна структура станом на 31 березня 2011 року:
|          | Загалом | Допрацездатний вік | Працездатний вік | Постпрацездатний вік |
| -------- | ------- | ------------------ | ---------------- | -------------------- |
| Чоловіки | 173     | 38                 | 120              | 15                   |
| Жінки    | 192     | 40                 | 110              | 42                   |
| Разом    | 365     | 78                 | 230              | 57                   |